# Atractantha
Atractantha là một chi thực vật có hoa trong họ Hòa thảo (Poaceae).

## Loài
Chi Atractantha gồm các loài: